# Мальчик в девочке
«Мальчик в девочке» (англ. It's a Boy Girl Thing) — американская кинокомедия 2006 года. 
Рейтинг MPAA — PG-13 (не рекомендуется детям до 13 лет).

## Сюжет
Романтическая комедия, повествующая о двух соседях, девушке и парне, которые являются абсолютными противоположностями по жизни. Кроме того, они являются заклятыми врагами. Однако всё меняется, когда однажды утром они обмениваются телами. Их реакция достаточно неожиданна, поначалу они пытаются нанести вред репутации своему новому образу и опозорить друг друга. Со временем же наступает момент, когда заключив сделку между собой, они достигают небывалого успеха. Нелл получает возможность учиться в Йеле, а Вуди — в престижном спортивном колледже. В конце они влюбляются и решают быть вместе.

## В ролях
| Актёр                                | Роль                   |
| ------------------------------------ | ---------------------- |
| Кевин Зегерс (Kevin Zegers)          | Вуди Дин               |
| Самира Армстронг (Samaire Armstrong) | Нейлина «Нелл» Бедоурс |
| Шерри Миллер (Sherry Miller)         | Кэтрин Бедоурс         |
| Роберт Джой (Robert Joy)             | Тэд Бедоурс            |
| Умпо Квахо (Mpho Koaho)              | Гарри Хорс             |
| Брук Д'Орсей (Brooke D'Orsay)        | Брианна                |
| Мори Чайкин (Maury Chaykin)          | Стэн Дин               |
| Шэрон Осборн (Sharon Osbourne)       | Дэлла Дин              |
| Эмили Хэмпшир (Emily Hampshire)      | Шанель                 |

## Критика
На агрегаторе рецензий Rotten Tomatoes фильм имеет рейтинг одобрения 67 % на основе отзывов 9 рецензий. Журнал Empire поставил 3 звезды из 5.